# Aproximante bilabial
| Aproximante bilabial | Aproximante bilabial |
| -------------------- | -------------------- |
| AFI – número         | 127 + 430            |
| AFI – Unicode        | β̞                    |
| AFI – imagem         |                      |
| Entidade HTML        | &#946;̞               |
| X-SAMPA              | B_o                  |
| Kirshenbaum          | B<apr>               |
| Som Exemplo          |                      |

O aproximante bilabial é um tipo de fone consonantal empregado em alguns idiomas. O símbolo no Alfabeto Fonético Internacional que representa este fonema é o β̞, e seu equivalente X-SAMPA é B_o. O símbolo β̞ é a letra grega beta com um diacrítico que indica sons mais abertos.

## Características
- Seu modo de articulação é aproximante, que significa que é produzido ao deixar um articulador próximo ao outro não ao ponto de construir uma consoante fricativa.
- Seu ponto de articulação é bilabial, que significa que é articulado com a ponta da língua encurvada.
- O tipo de fonação é sonora, que significa que as cordas vocais vibram durante a articulação.
- É uma consoante oral, que significa que permite que o ar escape pela boca.
- É uma consoante central, que significa que é produzido permitindo que a passagem da corrente de ar possa fluir ao meio da língua ao invés das laterais.
- O mecanismo de ar é egressivo, que significa que é articulado empurrando o ar para fora dos pulmões através do aparelho vocal.

## Ocorrências
| Língua     | Palavra | AFI     | Significado |
| ---------- | ------- | ------- | ----------- |
| Castelhano | lava    | [ˈlaβ̞a] | 'lava'      |